# Prefontaine Classic
Prefontaine Classic je atletický mítink pořádaný od roku 1973 v americkém Eugene, od roku 2010 je součástí Diamantové ligy.

## Rekordy mítinku

### Muži
| Disciplína                   | Výkon             | Atlet                | Rok rekordu |
| ---------------------------- | ----------------- | -------------------- | ----------- |
| Běh na 100 metrů             | 9,80 (+1.3 m/s)   | Steve Mullings       | 2011        |
| Běh na 200 metrů             | 19,52 (+1,5 m/s)  | Noah Lyles           | 2021        |
| Běh na 400 metrů             | 43,60 Rekord DL   | Michael Norman       | 2022        |
| Běh na 800 metrů             | 1:42,80           | Emmanuel Wanyonyi    | 2023        |
| Běh na 1000 metrů            | 2:13.62           | Abubaker Kaki Khamis | 2010        |
| Běh na 1500 metrů            | 3:28,76           | Jakob Ingebrigtsen   | 2023        |
| Běh na 1 míli                | 3:43,73 Rekord DL | Jakob Ingebrigtsen   | 2023        |
| Běh na 3000 metrů            | 7:23,63           | Jakob Ingebrigtsen   | 2023        |
| Běh na 5000 metrů            | 12:50,05          | Berihu Aregawi       | 2022        |
| Běh na 10 000 metrů          | 26:25,97          | Kenenisa Bekele      | 2008        |
| Běh na 110 metrů překážek    | 12,90 (+1.6 m/s)  | David Oliver         | 2010        |
| Běh na 400 metrů překážek    | 46,39 Rekord DL   | Rai Benjamin         | 2023        |
| Běh na 3000 metrů překážek   | 8:01,71           | Ezekiel Kemboi       | 2015        |
| Skok do výšky                | 241 cm            | Mutaz Essa Baršim    | 2015        |
| Skok o tyči                  | 623 cm            | Armand Duplantis     | 2023        |
| Skok daleký                  | 874 cm (-1.2 m/s) | Dwight Phillips      | 2009        |
| Trojskok                     | 18,11 m Rekord DL | Christian Taylor     | 2017        |
| Vrh koulí                    | 23,15 m           | Ryan Crouser         | 2021        |
| Hod diskem                   | 71,32 m           | Ben Plucknett        | 1983        |
| Hod kladivem                 | 83,16 m Rekord DL | Rudy Winkler         | 2025        |
| Hod oštěpem                  | 89,88 m           | Thomas Röhler        | 2018        |
| Zdroj na IAFF Diamond League |                   |                      |             |

### Ženy
| Disciplína                   | Výkon                      | Atletka                | Rok rekordu |
| ---------------------------- | -------------------------- | ---------------------- | ----------- |
| Běh na 100 metrů             | 10,54 (+0.9 m/s) Rekord DL | Elaine Thompsonová     | 2021        |
| Běh na 200 metrů             | 21,57 (+0.3 m/s)           | Shericka Jacksonová    | 2023        |
| Běh na 400 metrů             | 49,34                      | Ana Guevaraová         | 2003        |
| Běh na 800 metrů             | 1:54,97                    | Athing Mu              | 2023        |
| Běh na 1000 metrů            | 2:32,33                    | Maria Mutolaová        | 1995        |
| Běh na 1500 metrů            | 3:48,68 Rekord DL          | Faith Kipyegonová      | 2025        |
| Běh na 1 míli                | 4:21,25                    | Mary Slaneyová         | 1988        |
| Běh na 3000 metrů            | 8:18,49 Rekord DL          | Sifan Hassanová        | 2019        |
| Běh na 5000 metrů            | 13:58,06 Rekord DL         | Beatrice Chebetová     | 2025        |
| Běh na 10 000 metrů          | 28:54,14 Rekord DL         | Beatrice Chebetová     | 2024        |
| Běh na 100 metrů překážek    | 12,24 (0,7 m/s)            | Kendra Harrisonová     | 2016        |
| Běh na 400 metrů překážek    | 51,98                      | Femke Bolová           | 2023        |
| Běh na 3000 metrů překážek   | 8:45,25                    | Winfred Yaviová        | 2025        |
| Skok do výšky                | 204 cm                     | Marija Lasickeneová    | 2019        |
| Skok o tyči                  | 486 cm                     | Katie Nageotteová      | 2023        |
| Skok daleký                  | 731 cm                     | Marion Jonesová        | 1998        |
| Trojskok                     | 15,35 m (+1,7 m/s)         | Yulimar Rojasová       | 2023        |
| Vrh koulí                    | 20,94 m                    | Chase Jacksonová       | 2025        |
| Hod diskem                   | 70,68 m                    | Valarie Allmanová      | 2025        |
| Hod kladivem                 | 78,88 m Rekord DL          | Camryn Rogersová       | 2025        |
| Hod oštěpem                  | 67,70 m                    | Christina Obergföllová | 2013        |
| Zdroj na IAFF Diamond League |                            |                        |             |

## Ročníky
- Prefontaine Classic 2010
- Prefontaine Classic 2011
- Prefontaine Classic 2012
- Prefontaine Classic 2013
- Prefontaine Classic 2014
- Prefontaine Classic 2015
- Prefontaine Classic 2016
- Prefontaine Classic 2017
- Prefontaine Classic 2018
- Prefontaine Classic 2019
- Prefontaine Classic 2020
- Prefontaine Classic 2021
- Prefontaine Classic 2022
- Prefontaine Classic 2023